# Mahmud Shevket Paxá
Mahmud Shevket Paxá (1856 – 11 de junho de 1913, em turco otomano: محمود شوكت پاشا) foi um comandante militar e estadista otomano que foi uma importante figura política durante a Segunda Era Constitucional. Durante o Incidente de 31 de Março, Shevket Paxá e o Comitê de União e Progresso derrubaram Abdulamide II após uma revolta anticonstitucionalista em Constantinopla. 
Ele desempenhou o papel de um mediador de poder após a crise, equilibrando as diversas facções dos Jovens Turcos e do Exército Otomano. Como Ministro da Guerra desempenhou um papel de liderança na reforma militar e no estabelecimento de Divisões Aéreas. Shevket Paxá tornou-se Grão-Vizir durante a Primeira Guerra dos Bálcãs, após o golpe de estado de 1913, de 23 de janeiro de 1913 até seu assassinato.

## Biografia
Mahmud Shevket nasceu em Bagdá em 1856. Seu avô, Hacı Talib Ağa, mudou-se de Tiblíssi para Bagdá.  Seu pai era o governador de Baçorá, Kethüdazade Süleyman Faik Bey. Ele tinha quatro irmãos, Numan, Murad, Khaled, e o muito mais jovem Hikmat, os dois últimos se tornariam importantes estadistas do domínio pós-otomano no Iraque. Criado como otomano, a maioria das fontes afirma que ele tinha ascendência georgiana, chechena,     ou árabe iraquiana.  Contudo, segundo Celâl Bayar e Rıza Tevfik Bölükbaşı, os familiares do paxá disseram-lhes que eram de origem georgiana.   Além de turco e árabe, falava francês e alemão.
Terminou o ensino primário e secundário em Bagdá antes de ir para a Aliança Israélita Universelle de Constantinopla (atual Istambul).    Depois de completar sua educação no Mekteb-i Harbiye em 1882, serviu em Creta como tenente antes de retornar como membro do corpo docente no ano seguinte.  Shevket subiu na hierarquia, eventualmente servindo no Estado-Maior e alcançando o posto de Miralay (Coronel) em 1891. Ele se juntou a uma comissão de compra de armas enviada à Alemanha para supervisionar a fabricação de material de guerra para o exército otomano, durante a qual trabalhou como assistente de Colmar Freiherr von der Goltz. Lá ele escreveu extensivamente sobre o rifle Mauser quando ele entrou em operação no Exército Otomano. Ao retornar em 1899, foi promovido a general de brigada e nomeado vice-presidente da Comissão de Inspeção de Tophane-i Amire. Em 1901, ele foi promovido a Ferik (tenente-general) e logo foi designado para a ferrovia de Hejaz para supervisionar a construção da linha telegráfica Meca-Medina. Ele considerou esta missão um exílio, o que provavelmente manchou a sua opinião sobre o regime do sultão Abdulamide II. Durante este período também passou algum tempo na França estudando tecnologia militar. 
Em 1905, Mahmud Shevket Pasha foi nomeado governador do Vilaiete de Kosovo durante o auge do Conflito Macedônio, onde ganhou o respeito do exército por sua eficácia. Ele fez contato com o Comitê de União e Progresso (CUP) e fez vista grossa ao seu ativismo anti-regime. Assim começou a sua relação complexa e tênue com o “Comitê Sagrado”. Quando a CUP prevaleceu na Revolução dos Jovens Turcos de 1908, que forçou o Sultão Abdul Hamid a restabelecer a constituição otomana e a convocar eleições, Shevket foi colocado no comando do Terceiro Exército baseado em Selanik (Tessalônica). 
Em 1902 ele publicou Organização Otomana e Uniformes Militares desde o Estabelecimento do Estado Otomano até o Presente (turco: Devlet-i Osmâniyye'nin Bidâyet-i Tesisinden Şimdiye Kadar Osmanlı Teşkilât ve Kıyâfet-i Askeriyesi), que é considerado um dos estudos mais abrangentes escritos sobre a história do exército otomano e seus uniformes. 

## Incidente de 31 de março
Um ano depois assistiu-se ao Incidente de 31 de Março, quando reacionários contra-revolucionários se levantaram em apoio ao governo absolutista de Abdulamide e a Constituição foi mais uma vez revogada. A CUP apelou a Shevket Paxá para restaurar o status quo, e ele organizou o Exército de Ação, uma formação ad hoc composta pelo seu Terceiro Exército e elementos do Primeiro e do Segundo Exército para reprimir a revolta.   Seu chefe de gabinete durante a crise foi o primeiro presidente da República da Turquia, o capitão Mustafa Kemal (Atatürk). O Exército de Ação entrou em Constantinopla em 24 de abril e, após uma série de negociações, Abdulamide II foi deposto, Maomé V Raxade ascendeu ao trono, a Constituição foi restabelecida pela terceira e última vez e a CUP foi autorizada a formar um governo. 

## Ministro da Guerra

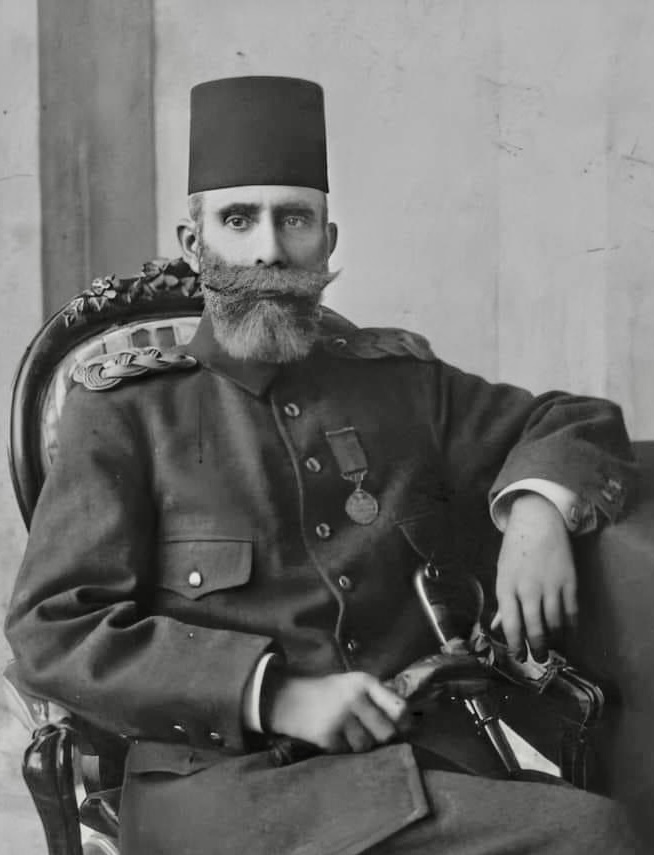
Mahmud Shevket Paxá

Após o incidente, ele se tornou um importante detentor de poder na política otomana: Shevket Paxá foi nomeado Comandante da lei marcial de Constantinopla, inspetor do Primeiro, Segundo e Terceiro Exércitos e Ministro da Guerra. Embora Hüseyin Hilmi Paxá tenha voltado para formar um governo, seu cargo de primeiro-ministro foi amplamente visto como estando sob o controle de Shevket Pasha. Seu Ministério da Guerra trabalhou para manter os oficiais afastados da política, especialmente da CUP.  O seu mandato como Ministro da Guerra viu a supressão da Revolta Albanesa de 1910. Ele também usou tropas da Tripolitânia para suprimir a revolta de Yahya Muhammad Hamid ed-Din no Iêmen, que expôs a Tripolitânia à invasão estrangeira da Itália em 1911. A renúncia de Hilmi fez com que Ibrahim Hakki fosse elevado à Grão-Vizir, e Shevket também foi incluído no gabinete como Ministro da Guerra.
Shevket Pasha é creditado pela criação das Divisões Aéreas Otomanas em 1911. Ele deu muita importância a um programa de aviação militar e, como resultado, o Império Otomano manteve algumas das instituições de aviação pioneiras do mundo.  
Numa entrevista ao The New York Times, ele pressionou para que os cristãos representassem 25% do exército otomano, e para boas relações com os Estados Unidos. 
Embora tenha salvado a CUP no Incidente de 31 de março, Shevket também desempenhou um papel fundamental no golpe de 1912 que causou a queda do governo da CUP. A sua demissão como Ministro da Guerra foi um endosso eficaz aos Oficiais Salvadores, que conseguiram contornar o parlamento Unionista e fechá-lo, levando-os à clandestinidade.  Depois disso, ele serviu como senador.

## Grão-Vizir e assassinato

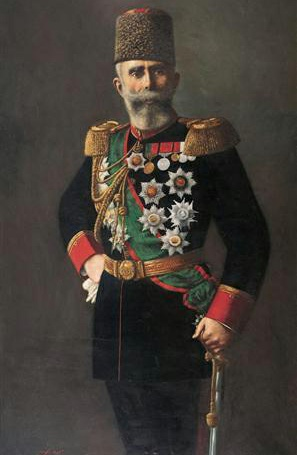
Mahmud Shevket Paxá, retrato de 1900

Durante a Primeira Guerra Balcânica, o Império Otomano perdeu todas as suas possessões balcânicas, exceto os arredores de Constantinopla. A CUP derrubou o Salvador Oficial de Kâmil Paxá, que apoiou o governo em janeiro de 1913, num golpe conhecido como o Ataque à Sublime Porta, porque ele entrou em negociações com a Liga dos Balcãs. Shevket Paxá foi nomeado grão-vizir, ministro da Guerra, Ministro das Relações Exteriores e marechal de campo em um governo de unidade nacional que incluía a CUP, e retomou os combates na guerra. No entanto, a mudança de governo não mudou a realidade de que a guerra e a maior parte da Rumélia estavam perdidas. O Tratado de Londres encerrou a Primeira Guerra dos Balcãs, embora o governo de Shevket Pasha nunca tenha assinado o tratado.  O Império Otomano recuperaria a Trácia Oriental e Edirne na Segunda Guerra Balcânica, mas a essa altura Shevket Paxá já estaria morto.
Em 11 de junho de 1913, Mahmud Shevket Pasha foi assassinado em seu carro na Praça Beyazit em um ataque de vingança por um parente do ministro da Guerra assassinado, Nazim Paxá, que foi morto durante o golpe de 1913.  Ele foi enterrado no Monumento da Liberdade, dedicado aos soldados do Exército de Ação que foram mortos no Incidente de 31 de Março. O carro em que ele estava, o uniforme que usava, as roupas de seus assessores assassinados e as armas usadas no assassinato estão em exposição no Museu Militar de Istambul.
No dia do seu assassinato, um deputado do Partido da Liberdade e do Acordo, Lütfi Fikri afirmou: "No sentido pleno da palavra, Mahmud Şevket Paxá cometeu suicídio, e isso foi decidido no dia em que ele aceitou o cargo de grão-vizir sobre o cadáver de Nazim Paxá, tenho certeza de que este homem não gostou, por exemplo, de Talaat Bey e seus amigos. Como é que ele se tornou, a tal ponto, um brinquedo em suas mãos e morreu por esse motivo? 

## Legado

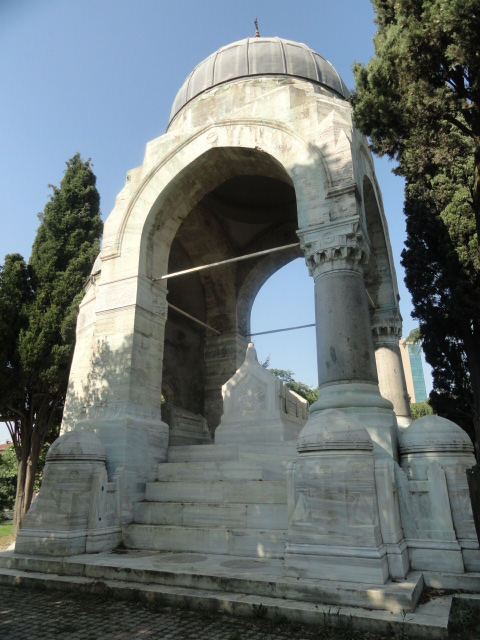
Túmulo de Mahmut Shavket Pasha no Monumento da Liberdade

Mahmud Shevket Paxá representou a última personalidade independente na política do Império; o sucessor do primeiro-ministro, Said Halim Paxá, seria um fantoche da facção radical da CUP, liderada pelo triunvirato de Talat, Enver e Djemal, todos os quais finalmente entrariam no gabinete após sua morte. Enver assumiu o antigo cargo de Ministro da Guerra de Shevket Paxá em 1914, e Talat, além de retornar ao Ministério do Interior após seu assassinato, tornou-se grão-vizir em 1917. O assassinato de Shevket Paxá permitiu à CUP, principalmente Talat Paxá, estabelecer uma ditadura nacionalista radical que duraria até a derrota do Império Otomano na Primeira Guerra Mundial em 1918. Esta ditadura veria o império retomar Edirne na Segunda Guerra dos Balcãs, mas também participaria e perderia a Primeira Guerra Mundial, ao mesmo tempo que cometia genocídio contra os armênios. 
Shevket Paxá foi o último grão-vizir otomano a morrer no cargo. 
Uma cidade em Beykoz, Istambul, leva o seu nome. O nome da cidade Tirilye foi mudado para Mahmutşevketpaşa em sua memória após seu assassinato, mas mudaria seu nome para Zeytinbağı em 1963. 

## Discurso de Shevket Paxá ao Exército de Ação
Em uma entrevista de 2012 com Habertürk, Murat Bardakçı divulgou o que ele alegou ser a primeira gravação sonora feita no Império Otomano, que foi o discurso de mobilização de Mahmud Shevket Paxá às tropas do Exército de Ação, instando-as a marchar sobre Istambul e derrubar o sultão.  Embora uma gravação de vídeo do discurso no YouTube tenha se tornado viral, sua veracidade tem sido controversa. Um estudo do historiador Derya Tulga concluiu que é impossível existir uma gravação de áudio original do discurso de Shevket Paxá de 1909 e mesmo assumindo que seja a voz de Mahmud Shevket Paxá a gravação foi em última análise uma reconstituição produzida dois anos após o Incidente de 31 de março o que ele teria feito para fins de propaganda. Ela vai além, afirmando que a voz na gravação provavelmente nem é de Shevket Paxá, mas sim do representante turco da Favorite Platten Record Company, Ahmet Şükrü Bey. Mehmet Çalışkan chegou a uma conclusão semelhante, acrescentando que as palavras do discurso em si não podem ser verificadas como sendo de Shevket Paxá, e aponta que Ahmet Şükrü promoveu a gravação de voz em uma edição de 15 de agosto de 1911 do porta-voz da CUP Tanin. 

## Obras
Shevket Paxá escreveu vários livros além de suas memórias. Ele também traduziu Sous les Tilleuls, de Alphonse Karr. 
- Logaritma Cedâvili Risalesi (de Jean Dupuis, A.H. 1301)
- Fenn-i Esliha (A.H. 1301)
- Usûl-i Hendese I-II (A.H. 1302-1304)
- Asâkir-i Şahanenin Piyade Sınıfına Mahsus 87 Modeli Mükerrer Ateşli Mavzer üzer Tüfeği (A.H. 1303)
- Mükerrer Ateşli Tüfekler (A.H. 1308)
- Küçük Çaplı Mavzer Tüfekleri Risâlesi (A.H. 1311)
- Küçük Çaplı Mavzer Tüfeklerine Mahsus Atlas  (A.H. 1311)
- Devlet-i Osmâniyye’nin Bidâyet-i Tesisinden Şimdiye Kadar Osmanlı Teşkilât ve Kıyâfet-i Askeriyesi (I-III, A.H. 1320)

## Galeria

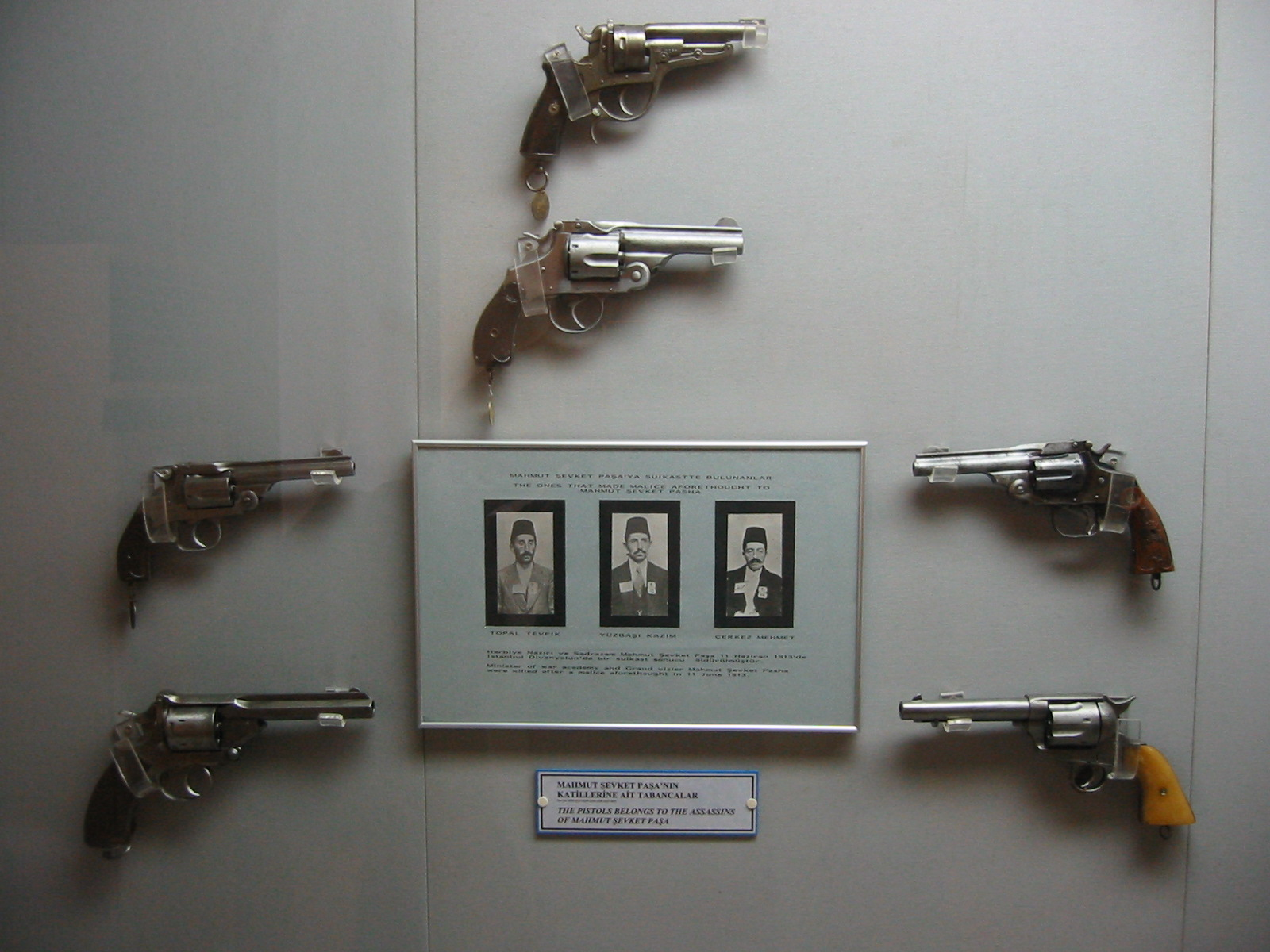
As pistolas carregadas pelos assassinos de Mahmud Shevket Paxá.
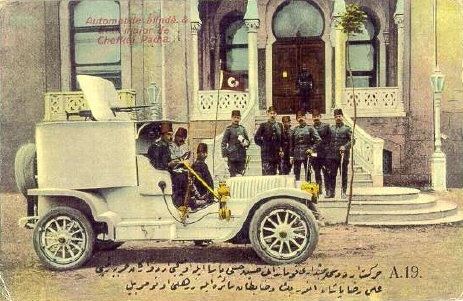
O primeiro automóvel em Constantinopla.
Mahmud Shevket Paxá pouco antes de seu assassinato, Museu Militar de Istambul.
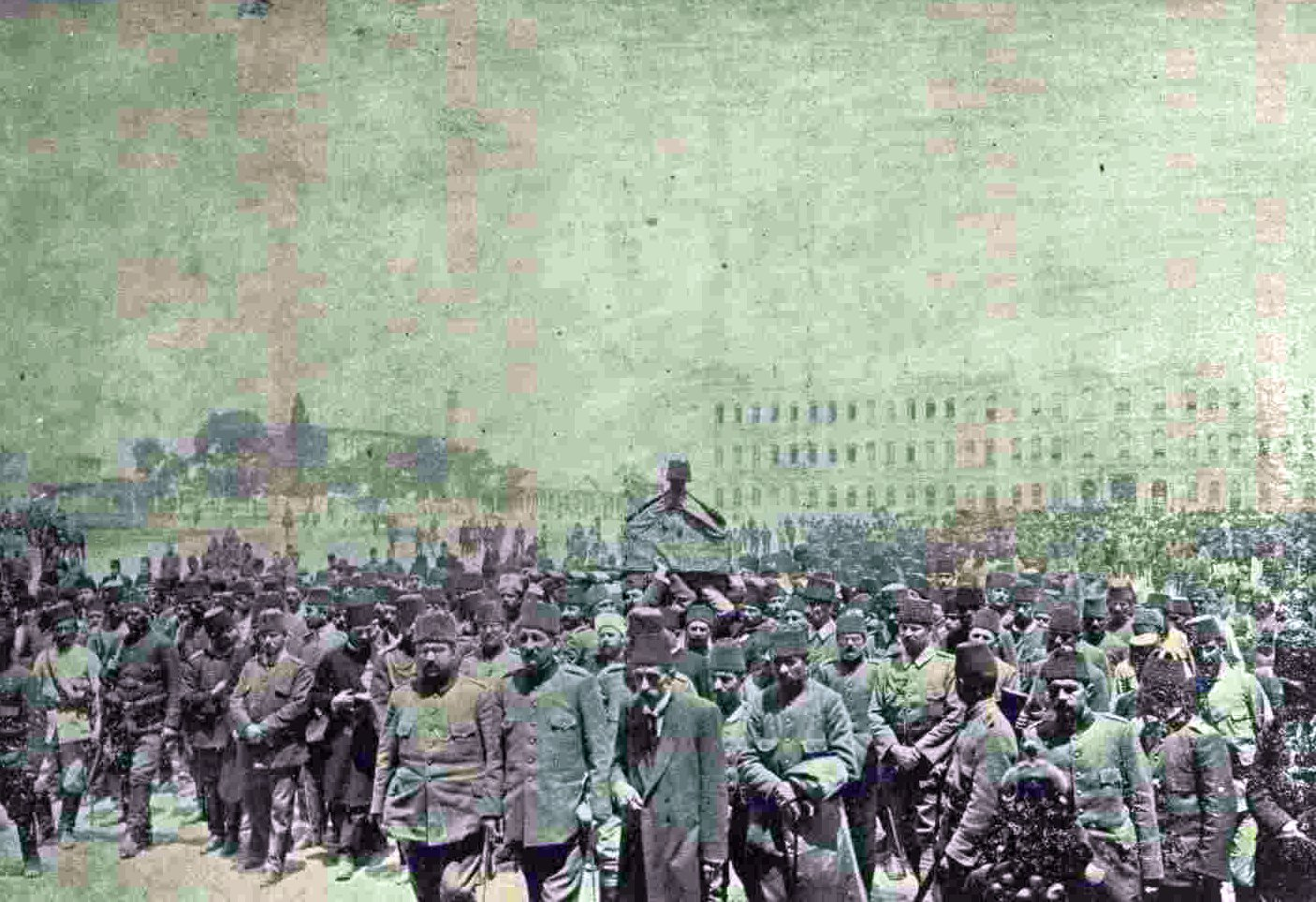
Funeral de Shevket Paxá
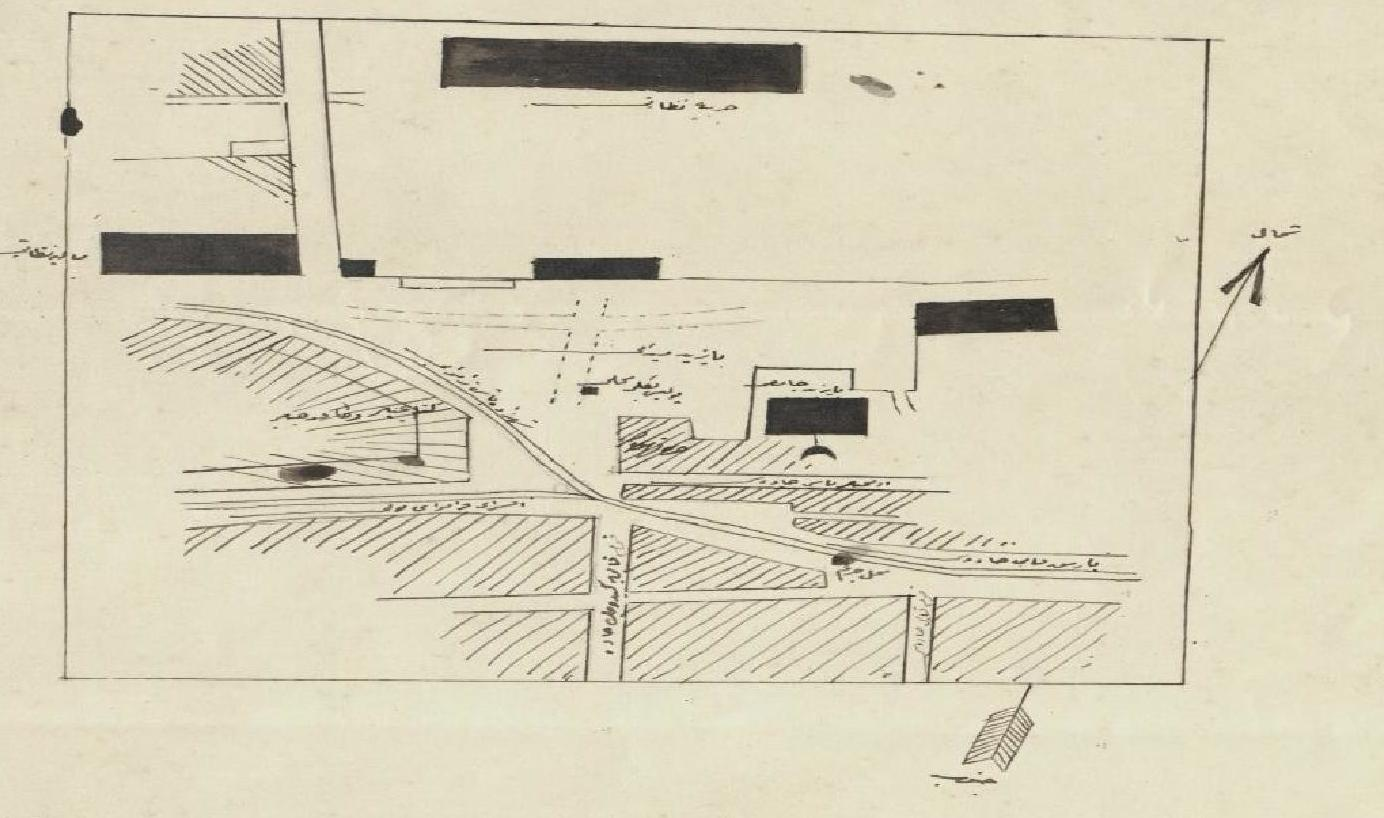
Esboço dos eventos do assassinato de Shevket Paxá no relatório escrito pelo chefe de polícia de Istambul
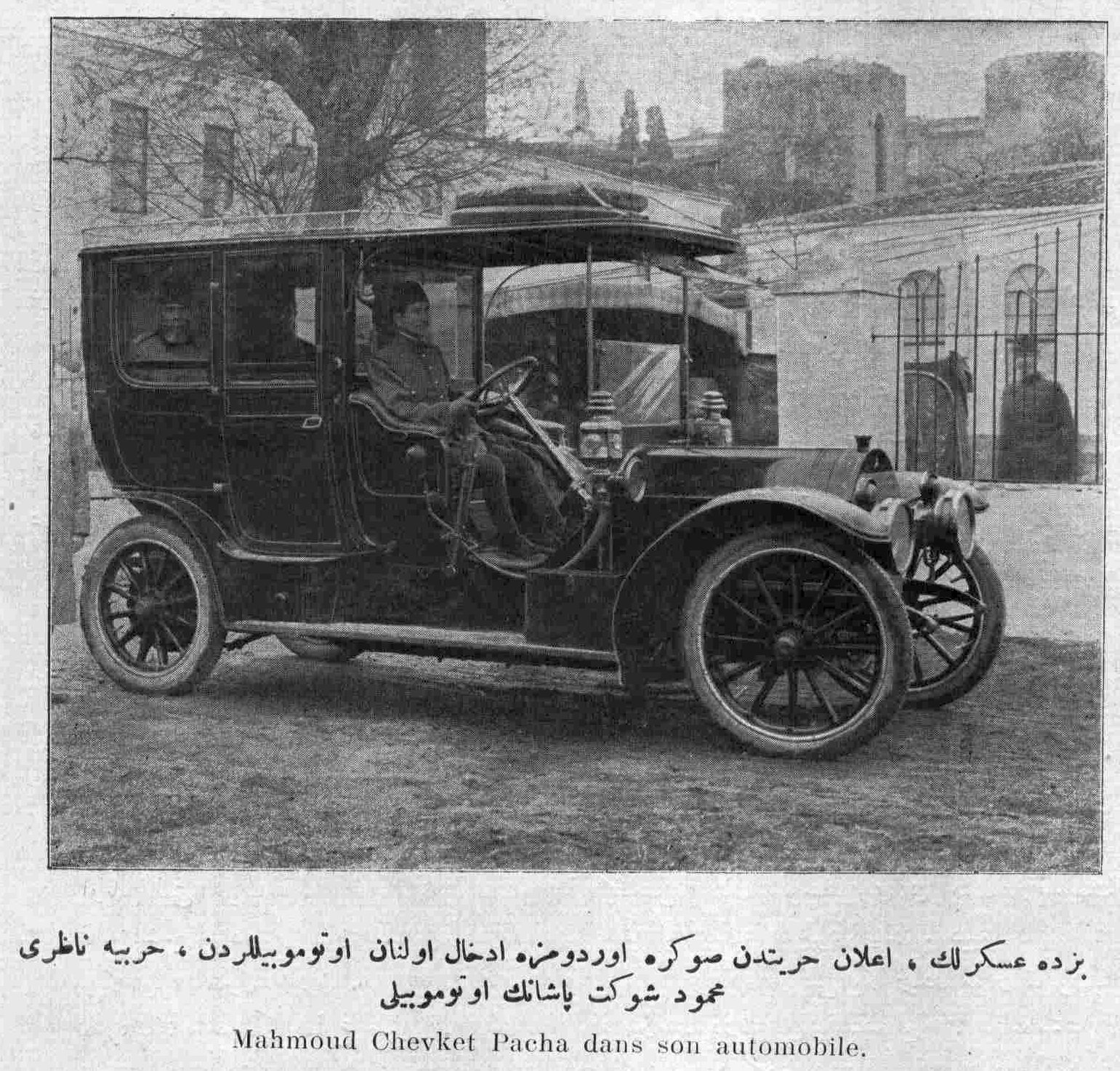
Mahmud Shevket Paxá em um carro, 1911